# سو و سانی
سو و سانی (به انگلیسی: Sue and Sunny) یووانی وهتمن و هیتر وهتمن که با نام سو وسانی شناخته می شوند تولید کننده صدای انسان و دونوازی و همخوان هستند.
آن ها قبلاً عضو گروه برادرهود آف من بودند.